# 女官
女官又稱宮官，在漢字文化圈是指高級的宮女，有一定的品秩，並且領有俸祿。其工作範圍包括管理較低級的宮女，訓練新入宮的宮女，照顧皇子、皇女等。

## 挑選
女官是由宮女中擢升，由於是職務官，選拔時多重視才德甚於色貌，但對容姿亦會有一定要求。有些宮女在宮中任職一段日子後就憑年資升為女官，有些則要通過考試才得升遷，視乎職務而定，需要技術性職務的女官通常都要考試。

## 地位
女官有的品高位顯、有權有勢，不僅在宮中受尊重，甚至得到外朝官的逢迎，有的因此得以干預朝政，但實際上並沒有參與朝政的權利，她們實際上仍然是後宮的僕役，《舊唐書》就記載唐高祖李淵之子、舒王李元名的保傅曾經對李元名說尚宮品秩高，他應該去拜見她，李元名卻說尚宮只是二哥（唐太宗）的家婢，自己不需要對她行拜禮。
但也有女官如唐朝中期的内學士、尚宮宋若莘姐妹，由唐德宗召入宫，考問經史大義，深為讚歎，唐德宗能作詩，每次與侍臣作詩唱和，都要宋氏姊妹出席，唐德宗欽佩她們卓爾不群的氣節，不以宮女妾侍對待，稱呼她們為學士、先生，唐憲宗、唐穆宗、唐敬宗三帝都稱她們為先生，六宮嬪媛和諸王公主駙馬也都以禮相待，十分尊重她們。
女官和嬪御不同，女官屬於僕役，嬪御則是君主之妾侍，屬於皇族，但有些女官職銜是兼作嬪御，而女官本身亦可能得到君主寵幸而成為嬪御。亦有一些女官職銜侍妾化的現象。也有一些宮女受到君主寵幸，但因為出身微賤而未能成為嬪御，只得到女官的名號。例如朝鮮王朝的承恩尚宮。一些受君主寵幸的女官甚至擁有比正式妃嬪更大的權力。
宮女視乎年資、表現等升為各級女官，一些高級的女官可以有自己的貼身宮女。

## 中國
中國自漢朝開始設置女官，但歷朝的具體制度均有不同。例如北魏時女官有內司（位視尚書令、尚書僕），作司、大監、女侍中（位視二品），監、女尚書、美人、女史、女賢人、書史、書女、小書女（位視三品），中才人、供人、中使、女生才人、恭使宮人（位視四品），春衣、女酒、女饗、女食、奚官女奴（位視五品）。
唐朝時，後宮仿照六部設六局：尚宮局、尚儀局、尚服局、尚食局、尚寢局、尚功局，六局首席女官合稱「六尚」，各定員二人，正五品，為尚宮、尚儀、尚服、尚食、尚寢、尚功，相當於六部尚書。六局統領二十四司，皆為正六品；其下又有二十四典，皆正七品；再之下有二十四掌，皆正八品；掌之下又各設女史。管理宮中一應事務。

### 六局女官
尚宮局：
尚宮掌導引中宮，下有司記（之下有典記、掌記）、司言（之下有典言、掌言）、司簿（之下有典簿、掌簿）、司闈（之下有典闈、掌闈）。六局的出納文籍都要經過尚宮局印署。
尚儀局：
尚儀掌禮儀起居，下有司籍（之下有典籍、掌籍）、司樂（之下有典樂、掌樂）、司賓（之下有典賓、掌賓）、司贊（之下有典贊、掌贊），另有彤史二人，正六品，彤史下有女史二人。
尚服局：
職務包括祭祀時之禮器、禮服，湯沐、儀衛等，尚服掌供服用采章之數，下有司寶（之下有典寶、掌寶）、司衣（之下有典衣、掌衣）、司飾（之下有典飾、掌飾）、司仗（之下有典仗、掌仗）。
尚食局：
職務包括烹調膳食，嘗試食物以檢查是否有問題，並管理酒類、柴火、醫療藥物等。尚食管掌供膳羞品齊，下有司膳（之下有典膳、掌膳）、司醞（之下有典醞、掌醞）、司藥（之下有典藥、掌藥）、司饎（之下有典饎、掌饎）。
尚寢局：
職務包括管理床帷，宮苑，日常用品如輿輦、繖扇、燈等。尚寢掌燕見、進御之次序，下有司設（之下有典設、掌設）、司輿（之下有典輿、掌輿）、司苑（之下有典苑、掌苑）、司燈（之下有典燈、掌燈）。
尚功局：
職務包括管理女功（女紅），如紡織品、衣服縫製等。尚功，掌女功之程，下有司制（之下有典制、掌制）、司彩（之下有典彩、掌彩）、司珍（下有典珍、掌珍）、司計（之下有典計、掌計）。
另設宮正（正五品）、司正（正六品）、典正（正七品），負責處分失職之女官和宮女，有女史四人。又有阿監、副監，視七品。
此外，唐朝又有文學館，女官中有文學者為學士，執掌教習妃嬪、宮人文化書算等。
以後歷朝大體循舊制，但某些朝代在職稱和職務上有所更動，或增加新的職位。朱元璋於南京稱吳王時即設置六局一司，置女官嚴禁壼門之政、杜絕閹黨之禍，終明一朝女官制度對於防女寵貶外戚起到顯著作用，建文永樂期間基本沿用，宣德之後，随着違背朱元璋禁令的內書堂設立，宦官權力的日益膨脹，女官職掌漸被取代，惟天順年間仍有設置六尚，「置女史，備顧問，典宮籍，詔徵天下才」。明朝中葉隆慶年間仍有詔令，遵循祖制「设六尚以备内治」。直到明末天啟年间，也还有女秀才、女史、宫正六局設置。 明朝永樂之後，大部份女官的職務改由宦官處理，僅餘尚寶四司繼續由女官負責，惟明代女官並無尚寶司。清朝时期，女官制度廢除，宮女由內務府管理。

## 朝鮮
朝鮮王朝女官職稱仿照中國制度，但實際上的職務、職級與中國女官有所不同。「尚宮」是內人以上女官的統稱，包括尚宮、尚儀（皆為正五品）、尚服、尚食（皆為從五品）、尚寢、尚功（皆為正六品）、尚正、尚記（皆為從六品）。
朝鮮女官為終身制，一旦行內人禮成為內人後就終身不得婚嫁，即使離宮也不能結婚。

### 種類
- 提調尚宮：掌管宮中所有尚宮、內人，地位相當於朝廷中的領議政。
- 副提調尚宮：負責內殿庫房，擔當貴金屬、銀器、瓷器、綢緞等出納的尚宮，地位僅次於提調尚宮。
- 待令尚宮：又稱至密尚宮，分發到國王大殿、交泰殿或是王大妃殿以及東宮殿等地方，負責王室寢殿起居生活的尚宮。一般只有從小進宮（四至五歲）培訓的宮女經過考試才能擔任，相當於現今的秘書。
- 侍女尚宮：侍候國王、王妃、王大妃、王世子的尚宮。
- 保姆尚宮：負責養育王子、公主、翁主的尚宮，被小主人稱呼為「阿只」。
- 退膳尚宮：於退膳間工作，處理膳食的最後一道程序。
- 氣味尚宮：負責檢查食物好壞和香氣。
- 出納尚宮：掌管廚房各種食材進貨數量。
- 監察尚宮：經常奉國王命令的尚宮，如閱讀書籍史書、謄寫文章、大小宴會陪侍、前導、承引、侍衛等，並糾察下品內人女官業務，為尚正品級。
- 訓育尚宮：負表訓練小宮女，為尚記品級。
- 承恩尚宮：受國王寵幸因未能懷孕而無法成為正式嬪御的宮女，直接聽命於王妃。懷孕後就會被冊封為後宮嬪御。
- 內人：低級女官，較高級者為上贊內人，另有被國王寵幸但未能成為尚宮和嬪御者為承恩內人，有些會被升為承恩尚宮。

朝鮮的宮殿之中，以負責大殿的女官地位較高。以種類來分，除提調尚宮之外，至密尚宮最高，接著是針房尚宮、繡房尚宮，最後是負責御膳房尚宮。宮女進宮後約八至十年參加內人試，通過後成為下贊內人（階級最低的女官），為從九品，約再過十至二十年再參加尚宮考試，通過後獲得牒紙（加髢）成為尚宮，屬正五品官階。得到國王寵幸的內人可成為承恩內人或承恩尚宮。

## 日本
日本的宮廷及貴族府中亦有女官制度。但隨著時代轉變，不同時代的女官職稱和職務均有變化。

### 古代的宮廷女官
日本實行律令制之後，宮廷女官在除更衣以外由後宮十二司管轄。包括內侍司（又稱尚侍所）、藏司、書司、藥司、兵司、韈司、殿司、掃司、水司、膳司、酒司、縫司，各司有首席女官一人。十二司的下級女官為女嬬、采女，負責各司雜務。根據《日本書紀》記載，采女是飛鳥時代地方豪族向天皇定獻上女兒的習慣，屬於人質的一種，大寶律令後制度化。
更衣為御衣的便殿勤務所職官，初期為從四、五品的散職，位在女御之下。隨著女御地位的提高，後來轉變為侍奉、起居，亦因為經常侍奉天皇而侍妾化，成為位階第二高的嬪妃位號。

#### 十二司女官
內侍司：
掌供奉常侍、奏請、宣傳，檢校女嬬兼知內外命婦朝參，以及禁內禮式之事。
尚侍本是尚侍所的首席女官，相当于天皇的秘书长，定員二人，主要負責管理内侍司各事务，掌管神器、後宫事务奏请和赏罚、後宫女官及官员夫人的管理，传达天皇敕令等。最早是從五品的散職。自從平城天皇授與所寵愛的藤原藥子尚侍一職之後，此職位便擢昇為勳三品的官階，同時擔任尚侍一職的人也固定從重臣的未婚之女或功臣之妻所選出。初期尚侍為宮廷最高女官，並非天皇妃嬪，但尚侍需常伺候於天皇跟前，故常有侍妾化的情形出現，後來正式被收編為天皇嬪妃一列。之後便由其次官典侍接替尚侍之職務。
典侍本是宮中尚侍所的次官，地位僅次於尚侍，定員四人。尚侍正式成為嬪妃的位號之後，典侍就成為尚侍所的最高女官。由於其職務常隨侍於天皇面前，故也和尚侍一樣侍妾化，後來成為後宮妃嬪的正式位號。之後由其次官掌侍升等成為尚侍所內的最高女官。
在掌侍之下有女嬬一百人。
藏司：
掌神璽、關契、供御衣服、巾櫛、服翫（即祭祀相關的器物），以及珍寶、綵帛、賞賜之事。首席女官為尚藏，下有典藏二人，典藏之下有掌藏四人，女嬬十人。
書司：
掌供奉內典、經籍及紙、墨、筆、几案、絲竹之事。首席女官為尚書，下有典書二人，女嬬六人。 
藥司：
掌供奉醫藥之事，首席女官為尚藥，下有典藥二人，女嬬四人。 
兵司：
掌供奉兵器之事，尚兵一人，典兵二人，女嬬六人。 
韈司：
掌宮閤管鎰及出納之事，首席女官為尚韈，下有典韈四人，女嬬十人。 
殿司：
掌供奉輿繖、膏、沐、燈油、火燭、薪炭之事（即日常生活用品），首席女官為尚殿，下有典殿二人，女嬬六人。 
掃司：
掌供奉床席、灑掃、鋪設之事，首席女官為尚掃，下有典掃二人，女嬬十人。
水司：
掌進漿水、雜粥之事，首席女官為尚水，下有典水二人，采女六人。 
膳司：
掌知御膳進食先嘗、惣攝膳羞、酒醴、諸餅蔬菓之事（即先嘗供皇室食用的食物以察看是否有問題，並管理酒類、餅食、蔬果等），首席女官為尚膳，下有典膳二人，掌膳四人，采女六十人。
酒司：
掌釀酒之事，首席女官為尚酒，下有典酒二人。
　 
縫司：
掌裁縫衣服纂組之事，兼知女功及朝參（即做衣服、女紅及命婦朝見之事務），首席女官為尚縫，下有典縫二人，掌縫四人。

### 現代的宮廷女官
現代宮廷女官屬於特別職公務員，為宮內廳的職員，有女官長、女官、東宮女官長、東宮女官、侍女長等職位。由昭和天皇開始，已婚的女官可採上下班制，不必在宮中留宿。

### 女房
平安時代至江戶時代的在宮廷或貴族府負責侍候皇族、貴族的女官稱為女房，她們的職務包括擔任乳母、女性貴族的家庭教師、男性貴族的秘書等，多由有教養的中級貴族的女兒擔任，她們一般在婚後解除職務。

### 幕府將軍大奧的女官
江戶城大奧中僱用的女官稱為奧女中，負責服侍將軍的生母和妻妾。進入大奧供職前需提交不洩大奧所見所聞的誓書和血手印。奧女中劃分為三類：御目見以上（有資格參見將軍和御台所）、御目見以下（沒有資格參見將軍和御台所）、部屋方（只能在長局內行走，是高級女中私人僱用的女傭）。
女中在大奧出仕年期不定，在上下任將軍之間更替時有機會脫離大奧，亦可以視乎年資取得假期返家，雙親生病、去世的話亦可特別告假外出。高級女中如御年寄可到寬永寺和增上寺參拜，或者出使大名家，亦可藉機私服觀賞戲劇。
有不少武士、町人（商人）之女將出仕大奧視為婚前修行的一種，可以藉此學習禮儀，也是一種身份象徵。在大奧有機會晉升至高級女中，或者成為將軍側室，獲得權勢之外，也能光耀家族門楣。

## 歐洲
歐洲古代宮廷制度下亦有與女官相應之職務。在歐洲多個仍然保持君主制度的國家同樣也保留了女官制度。

### 現代英國
今日的英國王室，負責為女王及王妃等人整理床鋪的有「寢室女官」（Lady of the Bedchamber）及「Woman of the Bedchamber」，由「Mistress of the Robes」管理。而為女王及王妃以外的女性王室成員服務的女官，則被稱為「女侍官」（Lady-in-waiting）。

## 外部連結
- 大長今之朝鮮後宮妃嬪
- 古代女性官職
- 養老律令